# Antena omnidirecional

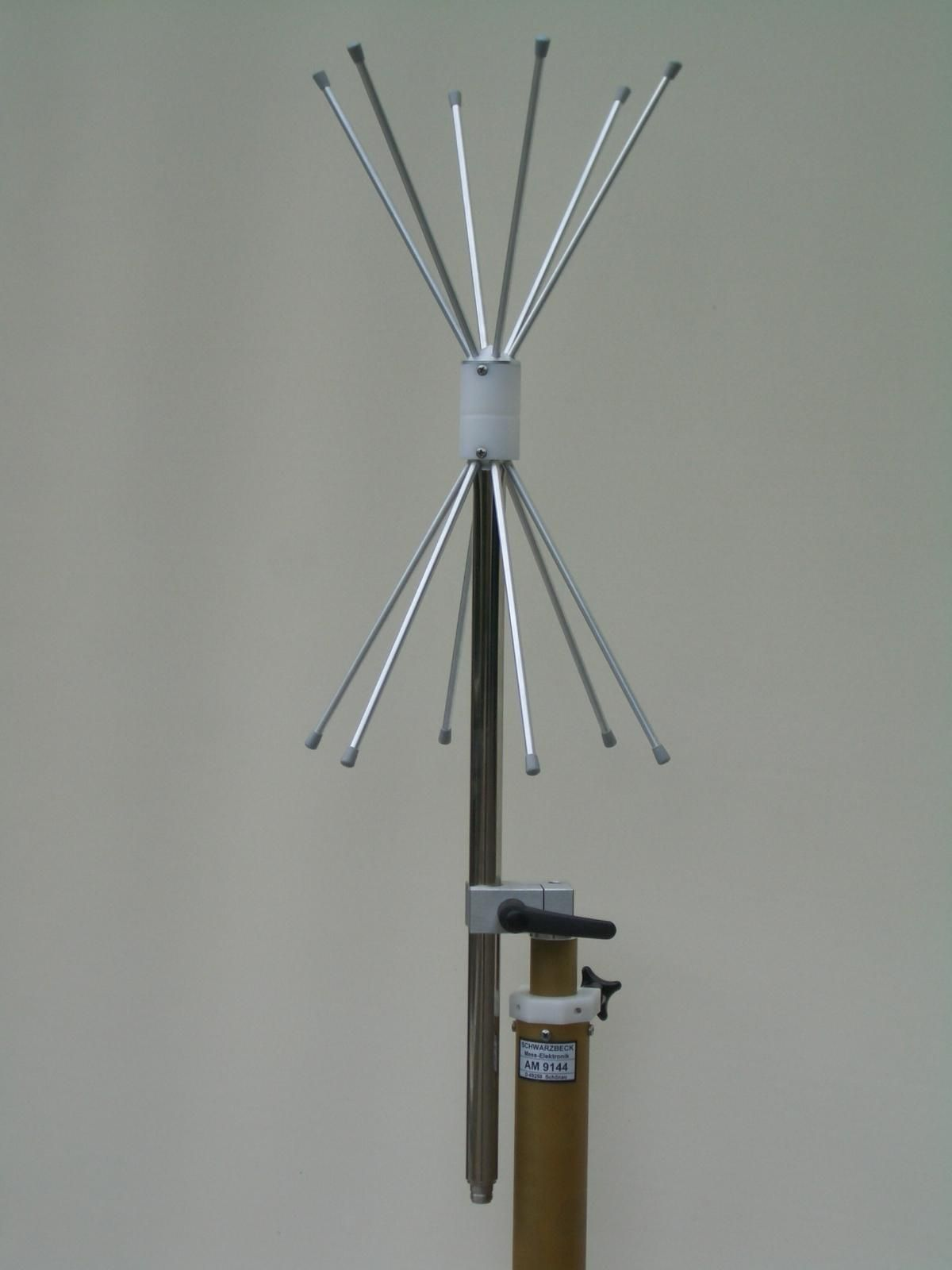
Antena bicônica com padrão de radiação omnidirecional no plano horizontal

Antena omnidirecional é aquela na qual a onda eletromagnética propaga-se em todas as direções perpendiculares a um eixo. Esse tipo de antena tem uso facilitado por não precisar de direcionamento, facilitando sua instalação. São usadas tanto nas estações de base quanto nas placas de acesso. Entretanto não funcionam bem para enlaces longos, a não ser que sejam utilizados amplificadores externos. Esse tipo de antena é principalmente utilizado para redes wireless.